# Гирш-Герейт
Гирш-Герейт (нем. von Hirsch auf Gereuth) — дворянский род.
Потомство Мозеса Гирша (ок. 1740—1810) — купца из Кёнигсхофена.
Его сын, Якоб фон Гирш (нем. Jakob von Hirsch‎; 1764—1841) — был придворным банкиром в Мюнхене. За услуги во время Освободительной войны 1813—1815 король Максимилиан-Иосиф даровал ему дворянство, а также право приобретения имения с прибавлением его названия к фамилии, поэтому его потомство именуется Гирш-Герейт. Дарованный герб является гласным: нем. Hirsch — олень.
Его сын, Иосиф фон Гирш (нем. Josef von Hirsch‎; 1805—1885) — банкир, возглавил банк, основанный отцом и, будучи щедрым благотворителем, пожертвовал во время холеры 1854 г. крупные суммы для облегчения положения бедных Баварии; много госпиталей и других благотворительных учреждений названы его именем. Построил баварскую железную дорогу Ostbahn. В 1869 году получил от короля Людвига II титул барона.
Сын последнего, Морис де Гирш (1831—1896) — видный финансист, филантроп и еврейский общественный деятель. Жертвовал значительные денежные суммы для благотворительности среди евреев. Умирая бездетным, оставил всё состояние своей жене — Кларе (1833—1899), которая продолжала благотворительную деятельность, пожертвовала десятки миллионов на различные благотворительные цели.